# Sprachtabu
Sprachtabu ist ein Terminus aus der Sprachwissenschaft, genauer aus der Ethnolinguistik und der Soziolinguistik, und bezeichnet ein Verbot, über bestimmte Themen, Bereiche oder Vorgänge zu sprechen. Das Verbot ist nicht immer durch schriftlich niedergelegte Gesetze festgelegt, sondern wird in großem Umfang auch durch Konvention oder gesellschaftliche Werte bestimmt. Ein tabuisiertes Wort heißt auch Tabuwort.
Das Wort „Tabu“ stammt aus Polynesien und bedeutet „nachdrücklich kenntlich gemacht“ (aus polynesisch ta, „kennzeichnen“, und pu, Adverb der Intensität, also tapu, „nachdrücklich kenntlich gemacht“). Der Seefahrer und Entdecker James Cook beschrieb in seinen Logbüchern das Verhalten der Polynesier, die das Wort „tapu“ für alles verwendeten, was verboten war zu tun, zu sehen oder zu berühren.

## Ursprung
Die Menschen der Frühzeit glaubten, mit Hilfe der Sprache die Welt beeinflussen zu können: Über Tiere, Menschen, Naturereignisse, aber auch Götter und Dämonen habe man Verfügungsgewalt, wenn man ihre Namen kenne. Würde der Name genannt, so könnten sie herbeigerufen werden, wann immer dies gewünscht sei. Dieser Glaube basiert auf der Annahme, dass ein Wort und das damit Bezeichnete identisch seien, und führte so zu einem Namentabu, d. h. die Namen der Götter und Dämonen durften nur unter bestimmten Bedingungen ausgesprochen werden. Oswald Panagl nennt dieses Namentabu den „Rumpelstilzcheneffekt“.

## Beispiele
Dieser Glaube an den Namenzauber erstreckte sich aber auch auf wilde Tiere wie zum Beispiel Bären. Das vermeintliche Herbeirufen der Wildtiere durch Benennen galt es zu vermeiden, um nicht Menschen und ihre Herden zu gefährden. So entstanden ersatzweise andere Bezeichnungen für diese bedrohlichen Tiere. In den südeuropäischen Sprachen blieb das Wort erhalten (aus h₂ŕ̥tḱos wurde griechisch ἄρκτος und latein ursus), in den weiter im Norden gesprochenen Sprachen wurde daraus Altkirchenslawisch „medvěd“ (der Honigesser), Litauisch „lokўs“ (der Lecker), Althochdeutsch „bëro“ (der Braune), aus dem sich das heutige Wort „Bär“ entwickelte.
Im indogermanischen Sprachraum sind solche euphemistischen Ersetzungen auch für den Wolf zu finden (Meister Graubein, Isegrim), hat aber das ursprüngliche Wort nicht verdrängt.
Im religiösen Sprachgebrauch gibt es etliche umschreibende Bezeichnungen für den Teufel: der „Leibhaftige“, der „Gottseibeiuns“, der „Feind“ etc. In den Harry-Potter-Romanen wird darauf Bezug genommen, wenn der Name Voldemort durch „Du-weißt-schon-wer“ ersetzt wird.
In der jüdischen Religion ist hingegen der Name Gottes JHWH unaussprechlich, da er nicht vokalisiert ist. Stattdessen sagt man, etwa beim Vorlesen einer entsprechenden Bibelstelle, Adonai („Herr“).
In den USA werden Begriffe vermieden, die an menschlichen Ausscheidungen denken lassen. Man fragt daher in der Regel nicht nach einer Toilette (toilet), sondern stattdessen immer nach dem Badezimmer (bathroom).
Besonders in religiösen Gesellschaften werden Worte mit sexueller Konnotation vermieden. Scherzhaft wird darauf angespielt, wenn vorgeschlagen wird, das Wort Sextett durch „Quintett mit sechs Personen“ zu ersetzen.

## Kriterien
Nach Oswald Panagl (1984) müssen bestimmte Bedingungen erfüllt sein, damit von einem Sprachtabu gesprochen werden kann:
- Es müssen zweifelsfreie Daten aus lebenden Sprachen angeführt werden, die die sprachliche Beschönigung oder Verschleierung belegen.
- Es müssen auch außersprachliche Indizien oder Beobachtungen vorliegen, die den fraglichen Begriff unter Tabu stellen.
- Da Tabuwörter für den etymologisch ungebildeten Sprecher sehr bald zu normalen Bezeichnungen erstarren, sollten bei ihnen, solange die jeweilige Tabuwirkung anhält, immer wieder neue Veränderungsschübe eintreten – vergleichbar der Euphemismus-Tretmühle.

## Formen
Über ein Tabu darf nicht gesprochen werden. Neben dem völligen Verbot, etwas anszusprechen gibt es auch die Umschreibung, etwa durch Euphemismen.
Euphemisierung durch formale Modifikation des Signifikanten:
- Lautliche Umformung: das lautliche Erscheinungsbild wird verändert: „Teufel“ wird zu „Teixel“ oder „Deibel“.
- Wortableitung: das tabuisierte Wort wird durch ein Diminutiv verändert: „Popo“ wird zu „Popotschi“.

Euphemisierung durch semantische Veränderung:
- Metapher: statt „sterben“ wird „ein-“ oder „entschlafen“ verwendet.
- Metonymie: statt „auf die Toilette gehen“ wird „sich die Hände waschen“ verwendet.
- Entlehnung: statt „schwul“ wird „gay“ eingesetzt.
- Vage Ausdrücke: statt „töten“ wird „sich um jemanden kümmern“ eingesetzt.
- Paraphrasierung: das tabuisierte Wort wird durch eine Phrase umschrieben: „Du weißt schon, was ich meine.“
- Litotes: Umschreibung durch die Verneinung des Gegenteils: „Er ist nicht der Sauberste.“
- Generalisierung: „Haben Sie was mit ihr?“
- Hinzufügen von Wörtern: „der ‚so genannte‘ Freund“.
- Relativierender Nebensatz oder Nachsatz: „Er ist, entschuldigen Sie die Wortwahl, ein Idiot“.

Tabuisierte gesellschaftliche Themen können Gewalt, Sexualität, Hygiene, finanzieller und sozialer Status oder andere sein, die im gegebenen Fall ein Sprachtabu oder zumindest sprachliche Ersatzstrategien erfordern.
Eine Vermeidungssprache (Engl. avoidance speech) ist ein spezielles sprachliches Register vieler australischer und ferner einiger Bantu- und nordamerikanischer Sprachen, das nur bei der Kommunikation mit ganz bestimmten Verwandten verwendet wird, zu denen der Kontakt auch außerhalb der sprachlichen Dimension gesellschaftlich sanktioniert ist.

## Politik und Wirtschaft
Seit Neusprech in George Orwells dystopischem Roman 1984 wirft man vor allem Diktatoren aber auch ungeliebten politischen Richtungen vor, durch Sprachtabus die Wirklichkeit zu verfälschen:
- Die „Endlösung der Judenfrage“ klingt annehmbarer als die „Auslöschung der Juden“
- Der Begriff „Säuberungen“ klingt positiver als der Begriff „Massenerschießungen“
- Gegenwärtige Beispiele sind „alternative Fakten“, „notleidende Banken“ und zahlreiche weitere Unwörter des Jahres.

Viele Sprachtabus findet man in der Wirtschaft und in der Politik, unliebsame Vorgänge oder Maßnahmen werden auch heute noch mit verhüllenden Euphemismen versehen: Im wirtschaftlichen Bereich werden Preise nicht „erhöht“, sondern euphemistisch „angepasst“, ein Unternehmen hat keinen „Umsatzrückgang“, sondern ein „Minuswachstum“, ein Land wird nicht „angegriffen“, sondern „befriedet“ bzw. es handelt sich um einen „Präventivschlag“. Ebenso können manche Aspekte der Political Correctness dem Bereich des Sprachtabus zugerechnet werden.
Der entscheidende Unterschied zu kulturellen Tabuwörtern liegt hierbei jedoch in der gezielten Sprachkritik bzw. Sprachpolitik, durch die die Political Correctness gekennzeichnet ist. Ob es sich dabei noch um Tabuwörter im eigentlichen Sinne handelt, ist umstritten.